# Singuili
El singuili, llamado también sigguili es una danza ritual que se baila en la isla de Sri Lanka, concretamente en la región que se extiende al este del Gal Oya National Park, en particular entre los naturales de los poblados de Wadinagala, Dewalahinda y Ambagahawela.

Los danzantes forman un coro e invocan a Singuili o Sigguili, la divinidad que da nombre al baile; dan palmas y agitan violentamente la cabeza (llegando en ocasiones a provocarse daños graves).

La doctora Sandra Lucchini de la Universidad de Roma “La Sapienza” ha establecido en su obra sobre mitología y ritología comparadas que esta danza puede tener su origen en un baile como el de los coribantes o de las bacantes.